# Guvna
Guvna es un pueblo de la municipalidad de Donji Vakuf, en el cantón de Bosnia Central, Bosnia y Herzegovina.

## Superficie
Posee una superficie de 2,65 kilómetros cuadrados.

## Demografía
Hasta 2013 la población era de 172 habitantes, con una densidad de población de 64,9 habitantes por kilómetro cuadrado.